# Monte Clapier
Monte Clapier – szczyt w Alpach Nadmorskich, części Alp Zachodnich. Leży na granicy między Włochami (Piemont) a Francją (Prowansja-Alpy-Lazurowe Wybrzeże). Szczyt można zdobyć ze schroniska Rifugio Pagarì (2627 m) po włoskiej stronie, lub z Refuge de Nice po francuskiej stronie.
Pierwszego wejścia dokonał Victor de Cessole.